# Trophée Leo-Lalonde
Le trophée Leo-Lalonde est un trophée de hockey sur glace récompensant chaque année le meilleur joueur sur-âgé[Quoi ?] de la Ligue de hockey de l'Ontario. Il est remis par les entraîneurs en mémoire de Leo Lalonde, ancien recruteur de joueurs pour le centre de scounting de la LHO.

## Palmarès
Le trophée est remis chaque année depuis 1984 à l'exception de 2021,.
- 1983-1984 – Don McLaren, 67's d'Ottawa
- 1984-1985 – Dunc MacIntyre, Bulls de Belleville
- 1985-1986 – Steve Guénette, Platers de Guelph
- 1986-1987 – Mike Richard, Marlboros de Toronto
- 1987-1988 – Len Soccio, Centennials de North Bay
- 1988-1989 – Stan Drulia, Thunder de Niagara Falls
- 1989-1990 – Iain Fraser, Generals d'Oshawa
- 1990-1991 – Joey St. Aubin, Rangers de Kitchener
- 1991-1992 – John Spoltore, Centennials de North Bay
- 1992-1993 – Scott Hollis, Generals d'Oshawa
- 1993-1994 – B.J. MacPherson, Centennials de North Bay
- 1994-1995 – Bill Bowler, Spitfires de Windsor
- 1995-1996 – Aaron Brand, Sting de Sarnia
- 1996-1997 – Zac Bierk, Petes de Peterborough
- 1997-1998 – Bujar Amidovski, St. Michael's Majors de Toronto
- 1998-1999 – Ryan Ready, Bulls de Belleville
- 1999-2000 – Dan Tessier, 67's d'Ottawa
- 2000-2001 – Randy Rowe, Bulls de Belleville
- 2001-2002 – Cory Pecker, Otters d'Érié
- 2002-2003 – Chad LaRose, Whalers de Plymouth
- 2003-2004 – Martin St. Pierre, Storm de Guelph
- 2004-2005 – André Benoit, Rangers de Kitchener
- 2005-2006 – Ryan Callahan, Storm de Guelph
- 2006-2007 – Tyler Donati, Bulls de Belleville
- 2007-2008 – Michael Swift, IceDogs de Niagara
- 2008-2009 – Justin DiBenedetto, Sting de Sarnia
- 2009-2010 – Bryan Cameron, Colts de Barrie
- 2010-2011 – Jason Akeson, Rangers de Kitchener
- 2011-2012 – Andrew Agozzino, IceDogs de Niagara
- 2012-2013 – Charles Sarault, Sting de Sarnia
- 2013-2014 – Dane Fox, Otters d'Érié
- 2014-2015 – Joseph Blandisi, Colts de Barrie
- 2015-2016 – Kevin Labanc, Colts de Barrie
- 2016-2017 – Darren Raddysh, Otters d'Érié
- 2017-2018 – Aaron Luchuk, Colts de Barrie
- 2018-2019 – Justin Brazeau, Battalion de North Bay
- 2019-2020 – Austen Keating, 67 d'Ottawa
- 2021-2022 – Brandon Coe, Battalion de North Bay
- 2022-2023 – Matthew Maggio, Spitfires de Windsor
- 2023-2024 – Matthew Sop, Rangers de Kitchener